# Нюхові клітини

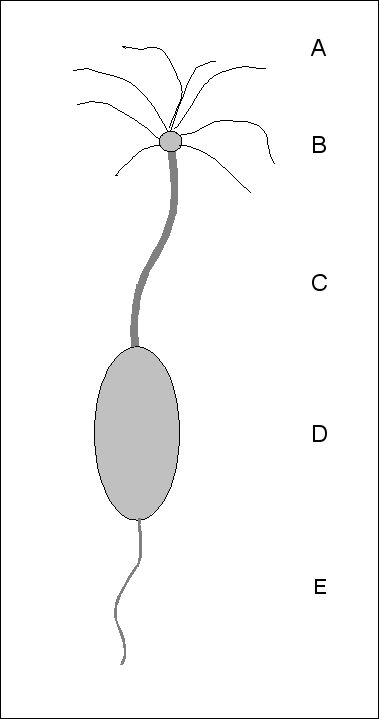
Схема нюхової клітини
A: війки, B: везикула, C: дендрит, D: сома (перикаріон), E: нейрит.

Нюхові клітини — це рецепторні (нейросенсорні) клітини нюху. Вони розташовані в носовій порожнині як особливі ділянки слизової оболонки носа і наділені специфічними рецепторами для виявлення пахучих речовин. У людини може бути від 200 до 400 нюхових рецепторів, а загалом нюхових клітин — близько 10 мільйонів.
Як і всі первинні сенсорні клітини, нюхові клітини — це нейрони. Їхній дендритний відросток досягає вкритої слизом епітеліальної поверхні. З його везикулоподібного пухирця, Vesicula olfactoria (також має назву «нюхова цибулина»), виходить кілька війок, — у людини їх близько 5—20 — що поширюються паралельно поверхні слизової оболонки. Кожна з цих війок нюхової клітини містить специфічні білки-рецептори, вбудовані в їхню мембрану для сприйняття подразників.
Після того як молекула запашної речовини вступає в контакт зі специфічною молекулою білка нюхового рецептора, у хемосенсорних війках подразник перетворюється на електричний сигнал. Спершу ці сигнали збираються в тілі клітини і у вигляді нервових імпульсів (потенціалів дії) передаються в мозок через нейрити нюхової клітини, а згодом в інші нервові клітини нюхової цибулини. Тут нейрити з подібним сенсорним типом нюхових клітин утворюють синапси в схожому на клубок Glomerulus olfactorius.
На своєму шляху відростки нюхових клітин проходять у вигляді Fila olfactoria (нюхових ниток) через тонкі отвори в решітчастій кістці черепа; вони не мієлінізовані і тому мають низьку швидкість провідності — приблизно 20 см/с.